# Музеј општине Бачке Тополе
Музеј општине Бачка Топола (мађ. Topolya Község Múzeuma) отворен је у септембру 2002. године, у каштелу породице Краи, сазиданом 1802. године. У музеју је изложена стална поставка која обухвата природњачку, археолошку, завичајну, књижевну и уметничку збирку. На њој је приказан живи свет са обала Криваје, археолошки материјал из каменог доба, сарматског, аварског и средњовековног периода. Такође се ту могу видети уметничка и књижевна дела везана за Бачку Тополу.

## Историјат
Локална музејска активност има своју традиционалну прошлост, током које се у Бачкој Тополи од 1970. године постепено провлачила идеја о оснивању самосталног музеја. Иако се та идеја није могла остварити све до 2002. године, истраживања – археолошка, етнолошка и историографска – су вршена у континуитету, те се материјал за будући музеј постепено увећавао.
Неколицина посвећених грађана, истраживача локалне историографије, самосталним трудом и ентузијазмом створила су четири мини–музеја (завичајну кућу, ковачку и коларску радионицу, ветрењачу и Музеј коњарства у Зобнатици), а на челу им је био архитекта др Имре Харкаи (1952—2004). Данас музеј Бачке Тополе удомљава библиотеку др Харкаија, а ту се налази и спомен-соба посвећена бачкотополском лекару Јаношу др Хаџију, веома цењеном и једином лекару који је крајем 19. века радио у Бачкој Тополи.
Музеј Бачке Тополе је до 2014. функционисао као огранак Градског музеја Суботица, да би након одлуке Скупштине општине, од септембра 2015. почео да ради као самостална музејска установа, са самосталним програмом рада и самосталним буџетом. Према томе, званични оснивач музеја је општина Бачка Топола, те ова установа коначно долази кући и на место које заслужује.

## Изложбе, колекције, поставке
- Легат сликара Стипана Копиловића (1877–1924)
- Легат сликара Нађапати Кукац Петера[5]
- Легат сликара Јожефа Ача
- Путујућа изложба пројекта "Блага пустаре, један регион, заједничка будућност" (2013)[6]
- Изложба "Наше калварије – Калварије у Војводини" (2011)[7]
- Изложба "Виртуелно другарство – Чудесни сусрет једне новосадске девојчице са другарицом из Бачке Тополе" (2011)[8]
- Завичајна кућа Бачка Топола, Светосавска 19
- Коларско-ковачка радионица у улици Омладинска 31
- Завичајна кућа у Бајши, Блатна улица 22

Радно време музеја је сваки дан од 10.00 до 16.00 часова.

## Огранци
Музеј Бачке Тополе је комплексног типа, у оквиру њега се налази етно кућа, коларско-ковачка радионица браће Егри (19. век), Завичајни архив и музеј коњарства у Зобнатици.

#### Етно-кућа Бачка Топола
Најзначајнији огранак музеја је завичајна кућа, формирана у својеврстан етнографски музеј 1986. године са циљем да прикаже традиционалну архитектуру овдашњих људи. Као прва етно кућа у Војводини, а вероватно и у Србији, уређена је намештајем са краја 19. и почетка 20. века. Ради се о типичној панонској троделној кући, саграђеној 1843. године, са зидовима од набоја и кровом од трске. Припадала је породици која је радила 40 јутара земље, те представља пример газдинске куће, типичне за било који део Војводине. Гледајући ову кућу, која је припадала мађарској породици, а боја која преовладава је словачко плава, стиче се утисак да нема велике разлике између словачких, мађарских и буњевачких кућа, па и српских. Живећи једни до других, националне разлике су се губиле, занемаривале, сводиле на нијансе, а најважнија је била функционалност и удобност.